# Wilhelm Solf
Wilhelm Heinrich Solf (5 tháng 10 năm 1862 – 6 tháng 2 năm 1936) là một học giả, nhà ngoại giao, luật gia và chính khách người Đức. Ông là thống đốc đầu tiên của thuộc địa Samoa thuộc Đức (ngày nay là Nhà nước Độc lập Samoa), với thành công trong việc quản lý thuộc địa, ông được triệu hồi về châu Âu và giữ ghế Thư ký các thuộc địa (Bổ trưởng thuộc địa) của Đế chế và sau đó giữ ghế Ngoại trưởng cuối cùng của Đế quốc Đức.
Dưới thời Cộng hòa Weimar, Wilhelm Solf được bổ nhiệm vào ghế Đại sứ Đức tại Đế quốc Nhật và được xem là người có nhiều đóng góp giúp hai kẻ thù Đức - Nhật trong Thế chiến thứ nhất trở thành đồng minh trong Thế chiến thứ hai.

## Cuộc sống đầu đời
Solf sinh ra trong một gia đình giàu có và phóng khoáng ở Berlin. Ông theo học các trường trung học ở Anklam, phía tây Pomerania và ở Mannheim. Ông bắt đầu nghiên cứu các ngôn ngữ phương Đông, đặc biệt là tiếng Phạn, tại các trường đại học ở Berlin, Göttingen và Halle và lấy bằng Bác ngữ học vào mùa đông năm 1885. Dưới sự hướng dẫn của nhà Ấn Độ học nổi tiếng Richard Pischel, Solf đã viết một cuốn sách ngữ pháp sơ cấp của tiếng Phạn.
Solf sau đó tìm được một vị trí tại thư viện của Đại học Kiel. Trong thời gian làm việc ở đó, ông được đưa vào Hải quân Đế quốc để thực hiện nghĩa vụ quân sự của mình. Tuy nhiên, ông được cho là không đủ điều kiện về mặt sức khoẻ để tham gia nghĩa vụ quân sự và đã cho xuất ngũ.

## Sự nghiệp ngoại giao ban đầu

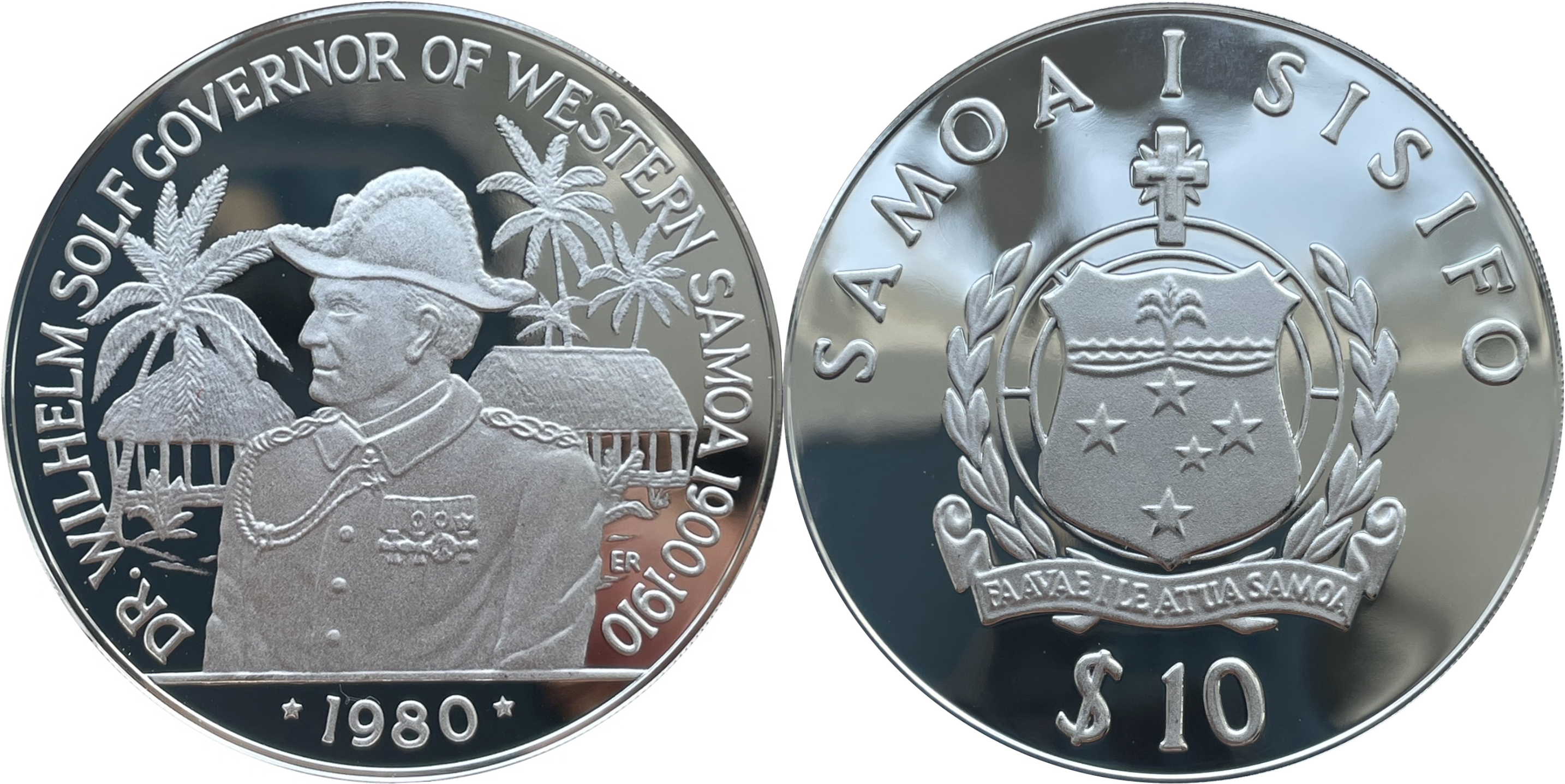
Xu bạc: 10 Tālā Samoa Kỷ niệm 80 năm Wilhelm Solf trở thành Thống đốc Samoa

Solf gia nhập Bộ Ngoại giao Đức (Cục Lãnh sự) vào ngày 12 tháng 12 năm 1888 và được bổ nhiệm vào Tổng lãnh sự quán Đế quốc Đức tại Calcutta vào ngày 1 tháng 1 năm 1889. Tuy nhiên, ông từ chức lãnh sự sau ba năm để học luật tại Đại học Jena, nơi ông lấy bằng tiến sĩ luật (Doktor juris) vào tháng 9 năm 1896. Bằng cấp cao của Solf giúp ông có đủ điều kiện đảm nhận các vị trí cao hơn trong ngành ngoại giao. Ông gia nhập Cục Thuộc địa của Bộ Ngoại giao (Kolonialabteilung des Auswärtigen Amtes) và năm 1898 được bổ nhiệm làm thẩm phán quận ở Dar es Salaam ở Đông Phi thuộc Đức trong một thời gian ngắn. Năm 1899, ông được đưa đến Quần đảo Samoa, nơi ông giữ chức chủ tịch hội đồng trong chính phủ lâm thời của khu tự quản Apia, Samoa.

## Thống đốc Samoa

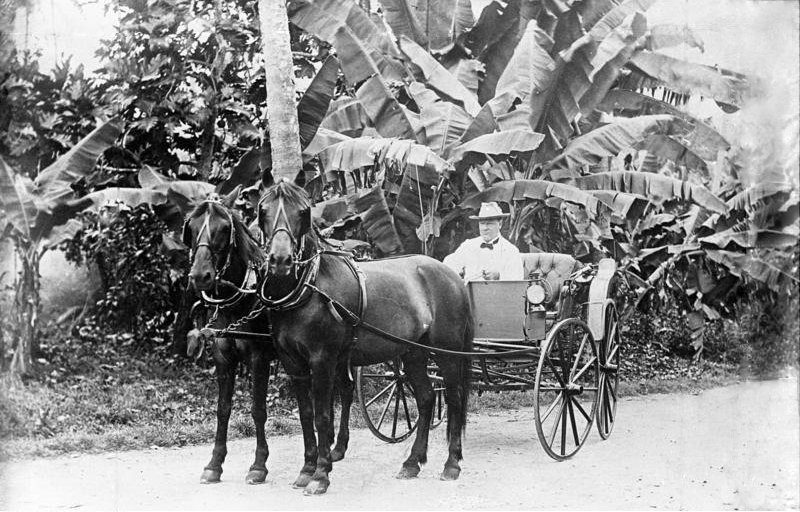
Solf ở Samoa thuộc Đức, 1910

Việc phân chia Quần đảo Samoa là kết quả của Công ước ba bên năm 1899, công ước này đã giao các hòn đảo phía Tây cho Đức (tương đương với nhà nước Samoa độc lập ngày nay) và Đông Samoa cho Hoa Kỳ (Samoa thuộc Mỹ ngày nay). Wilhelm Solf, ở tuổi 38, trở thành Thống đốc đầu tiên của Samoa thuộc Đức vào ngày 1 tháng 3 năm 1900. "Solf là một người có tài năng khá khác thường, tư duy rõ ràng, nhạy cảm với các sắc thái trong quan điểm của người Samoa." Ông được biết đến. với tư cách là một nhà quản lý tự do, siêng năng và có năng lực. Solf đưa các truyền thống của Samoa vào các chương trình chính phủ của mình nhưng không bao giờ ngần ngại can thiệp một cách quyết đoán, bao gồm cả việc trục xuất khỏi Samoa trong những trường hợp nghiêm trọng, khi vị trí cấp phó của Kaiser bị thách thức. Dưới sự chỉ đạo của Solf, nông nghiệp đồn điền được khuyến khích hơn nữa, theo đánh giá của ông, điều này đã tạo cơ sở vững chắc nhất cho sự phát triển kinh tế của thuộc địa. Đổi lại, nguồn thu từ thuế được tăng cường, khiến việc thành lập hệ thống trường công lập, xây dựng và bố trí nhân sự cho bệnh viện đạt được những thành công lớn. Việc phát triển cơ sở hạ tầng đường bộ và bến cảng được đẩy nhanh. Thuộc địa Samoa đang trên đường tiến tới tự cung tự cấp và đã đạt được thành tựu đó ngay trước khi Solf được triệu tập về Berlin và Erich Schultz kế nhiệm ghế Thống đốc Samoa thuộc Đức của ông.